# Minamikyūshū, Kagoshima
Thành phố Minamikyūshū (南九州市 (Nam Cửu Châu thị) Minamikyūshū-shi) là một thành phố thuộc tỉnh Kagoshima, Nhật Bản. Như tên gọi, thành phố nằm phía nam của đảo Kyushu.